# Aldo Montano
Aldo Montano (Livorno, 18 de novembro de 1978) é um esgrimista italiano, campeão olímpico.
Aldo Montano representou seu país nos Jogos Olímpicos de Verão de 2004, 2008 e 2012. Conseguiu a medalha de ouro no sabre individual em 2004.